# All Delighted People
| Совокупная оценка    | Совокупная оценка |
| Источник             | Оценка            |
| -------------------- | ----------------- |
| AnyDecentMusic?      | 5.3/10            |
| Metacritic           | 63/100            |
| Оценки критиков      |                   |
| Источник             | Оценка            |
| AllMusic             | [ 3 ]             |
| Consequence of Sound | [ 4 ]             |
| Drowned in Sound     | (4/10)            |
| The Independent      | [ 6 ]             |
| NME                  | (3/10)            |
| No Ripcord           | (4/10)            |
| Pitchfork Media      | (7.6/10)          |
| PopMatters           | (6/10)            |
| Rolling Stone        | [ 11 ]            |
| Spin                 | (7/10)            |

All Delighted People — мини-альбом американского автора-исполнителя и мультиинструменталиста Суфьяна Стивенса, изданный 20 августа 2010 года на студии Asthmatic Kitty. В его основе лежат две версии баллады Стивенса «All Delighted People». Согласно официальной веб-странице релиза, это «дань уважения Апокалипсису, экзистенциальной тоске и „Sound of Silence“ Пола Саймона». Альбом дебютировал на 48-м месте в Billboard 200 и поднялся до 27-го места на следующей неделе.

## Об альбоме
All Delighted People получил в основном положительные отзывы от современных музыкальных критиков. На сайте Metacritic, который присваивает нормализованный рейтинг из 100 баллов отзывам современных критиков, альбом получил средний балл 63, основанный на 12 отзывах, что означает «в целом благоприятные отзывы».
Ян Коэн из Pitchfork Media дал положительную рецензию мини-альбому, заявив: «Однако не само существование Age of Adz ставит этот EP в тупик — электронная звуковая составляющая первой композиции „I Walked“ является явным признаком того, что в конечном итоге нам придется оставить идею о Суфьяне Стивенсе как о картографе сердца и континентальных Соединенных Штатов с банджо. Обложка All Delighted People, похожая на альбом, имеет смысл, поскольку её содержание служит скромным и дружелюбным памятником, песнями, которые заслуживают того, чтобы их услышали, но относятся к той главе в творческой жизни Стивенса, которую ему нужно было закрыть, чтобы сохранить свою жизнеспособность».

## Список композиций
| №  | Название                                     | Длительность |
| -- | -------------------------------------------- | ------------ |
| 1. | «All Delighted People» (оригинальная версия) | 11:38        |
| 2. | «Enchanting Ghost»                           | 3:39         |
| 3. | «Heirloom»                                   | 2:55         |
| 4. | «From the Mouth of Gabriel»                  | 4:03         |
| 5. | «The Owl and the Tanager»                    | 6:38         |
| 6. | «All Delighted People» (рок-версия)          | 8:07         |
| 7. | «Arnika»                                     | 5:13         |
| 8. | «Djohariah»                                  | 17:02        |

Виниловое издание
| №  | Название                                     | Длительность |
| -- | -------------------------------------------- | ------------ |
| 1. | «All Delighted People» (оригинальная версия) | 11:38        |
| 2. | «Enchanting Ghost»                           | 3:39         |
| 3. | «From the Mouth of Gabriel»                  | 4:03         |

| №  | Название                            | Длительность |
| -- | ----------------------------------- | ------------ |
| 1. | «The Owl and the Tanager»           | 6:38         |
| 2. | «All Delighted People» (рок-версия) | 8:07         |
| 3. | «Arnika»                            | 5:13         |

| №  | Название    | Длительность |
| -- | ----------- | ------------ |
| 1. | «Heirloom»  | 2:55         |
| 2. | «Djohariah» | 17:02        |

| №   | Название   | Длительность |
| --- | ---------- | ------------ |
| 1.  | «Untitled» | 2:47         |
| 2.  | «Untitled» | 1:57         |
| 3.  | «Untitled» | 0:46         |
| 4.  | «Untitled» | 2:25         |
| 5.  | «Untitled» | 1:00         |
| 6.  | «Untitled» | 1:06         |
| 7.  | «Untitled» | 1:01         |
| 8.  | «Untitled» | 0:35         |
| 9.  | «Untitled» | 2:52         |
| 10. | «Untitled» | 1:00         |
| 11. | «Untitled» | 3:10         |

## Хит-парады
| Чарт (2010)                        | Высшая позиция |
| ---------------------------------- | -------------- |
| США (Billboard 200)                | 27             |
| США (Billboard Folk Albums)        | 3              |
| США (Billboard Independent Albums) | 5              |
| США (Billboard Top Rock Albums)    | 7              |